# Diözesanarchitekt (Frankreich)
Der Diözesanarchitekt (architecte diocésain) war in Frankreich nach dem  Konkordat von 1801, das bis 1905 gültig war, der staatliche Verantwortliche für alle Arbeiten, die an Gebäuden der französischen katholischen Diözesen ausgeführt wurden.
Bis 1824 ernannte der jeweilige Präfekt im Einvernehmen mit dem jeweiligen Bischof den Diözesanarchitekten. Dieser war für die Arbeiten an Gebäuden der Pfarreien verantwortlich, seit 1802 finanziert durch die Direction générale des cultes des Innenministeriums. Ab 1824 förderte das neue Ministerium für kirchliche Angelegenheiten und öffentliche Bildung auch den Unterhalt von Kathedralen, Bischofssitzen und Priesterseminaren. Ab 1848 wurden die Diözesanarchitekten nach  Vorschlag durch den Präfekten und den Bischof vom Minister ernannt. Das Amt der Diözesanarchitekten wurde 1905 mit der Gesetz zur Trennung von Kirche und Staat abgeschafft.